# І не лишилось жодного (фільм, 1945)
«І не лишилось жодного» (англ. And Then There Were None) — кінофільм режисера Рене Клера, що вийшов на екрани в 1945. Екранізація однойменного роману Агати Крісті. Фільм отримав приз «Золотий леопард» на кінофестивалі в Локарно.

## Зміст
Десять незнайомих одне з одним людей запрошені таємничою людиною в його замок, що знаходиться на невеликому острові в океані. Гості розміщуються в замку в очікуванні появи господаря. Але замість цього за вечерею вони чують запис голосу незнайомої людини, який звинувачує кожного прибулого в тих чи інших чорних справах, починаючи з несплати податків і закінчуючи вбивством. Голос говорить, що кожного з присутніх чекає неминуча кара за скоєні ним злочин. Ввечері один з гостей гине, отруївшись підсипаним в його келих ціаністим калієм. І ось стривожені гості розуміють, що попередження незнайомця була не жартом. Але покинути острів їм виявляється не під силу. Їм нічого не залишається, як спробувати залишитися в живих або знайти вбивцю, яким безсумнівно є хтось із них самих.

## Ролі
| Актор             | Роль                       |
| ----------------- | -------------------------- |
| Баррі Фіцджеральд | суддя Френсіс Куінкеннон   |
| Г'юстон Волтер    | доктор Едвард Армстронг    |
| Луїс Хейуорд      | Філіп Ломбард              |
| Роланд Янг        | детектив Вільям Генрі Блор |
| Джун Дюпре        | Віра Клейторн              |
| Міша Ауер         | князь Микита Старлофф      |
| Ч. Обрі Сміт      | генерал Джон Мандрейк      |
| Джудіт Андерсон   | Емілі Брент                |
| Річард Хейдн      | Томас Роджерс              |
| Куїні Леонард     | Етель Роджерс              |
| Гаррі Терстон     | Фред Нарракотт             |

## Знімальна група
- Режисер — Рене Клер
- Сценарист — Дадлі Ніколс
- Продюсер — Рене Клер
- Композитор — Маріо Кастельнуово-Тедеско